# Шишилијан
Шишилијан (фр. Chichilianne) насеље је и општина у источној Француској у региону Рона-Алпи, у департману Изер која припада префектури Гренобл.
По подацима из 2011. године у општини је живело 276 становника, а густина насељености је износила 4,45 становника/km². Општина се простире на површини од 62 km². Налази се на средњој надморској висини од 1 000 метара (максималној 2.082 m, а минималној 798 m).

## Демографија
| 1962. | 1968. | 1975. | 1982. | 1990. | 1999. | 2011. |
| ----- | ----- | ----- | ----- | ----- | ----- | ----- |
| 167   | 170   | 130   | 159   | 158   | 207   | 276   |

График промене броја становника у току последњих година